# Michel Gondry
Michel Gondry (n. Versalles; 8 de mayo de 1963) es un director de cine, anuncios y vídeos musicales francés, destacado por su innovador estilo visual y su manipulación de la puesta en escena.

## Biografía
Su carrera como realizador comenzó con la dirección de vídeos musicales para la banda de rock francesa Oui Oui, de la cual era también baterista. El estilo de sus vídeos llamó la atención de la cantante Björk, quien le pidió dirigir el vídeo para su canción Human Behavior. Esta colaboración se extendería bastante tiempo, dirigiendo un total de siete vídeos musicales para Björk. Otros artistas con los que ha colaborado en más de una ocasión fueron The White Stripes, Radiohead, The Chemical Brothers y Kylie Minogue. Por otro lado Gondry también ha creado numerosos comerciales de televisión, siendo uno de sus más famosos el realizado para la marca Levi's, con el que ganó el Lion D'or en el Festival de Cine de Cannes de 1994. Fue pionero en la utilización de la técnica conocida como «bullet time», utilizada posteriormente en las cintas de la saga The Matrix. Esta técnica se la puede observar en el video Like a Rolling Stone en la versión que la banda británica Rolling Stones hicieron del tema de Bob Dylan y en un comercial de 1998 para la marca de vodka Smirnoff.
Gondry suele ser citado, junto con los directores Spike Jonze y David Fincher, como representante de la influencia de los directores de vídeo musicales en la cinematografía mundial. Eternal Sunshine of the Spotless Mind (que es también su segunda colaboración con el guionista Charlie Kaufman) fue estrenada en el año 2004 y recibió numerosas críticas entusiastas. Eternal Sunshine of the Spotless Mind utiliza muchas de las técnicas de montaje de escenarios, uso de perspectiva y escasos efectos por computadora, sumado a largas tomas y un tratamiento pictórico de la imagen, herramientas con las que Gondry ha experimentado en sus vídeos musicales.
Su hermano Olivier Gondry también es un director de anuncios de televisión y vídeos musicales.

## Filmografía
| Año       | Título original                       | Título en español                                             | Notas                                                               |
| --------- | ------------------------------------- | ------------------------------------------------------------- | ------------------------------------------------------------------- |
| 1989      | Vingt p'tites tours                   |                                                               | Serie de TV                                                         |
| 1998      | La Lettre                             |                                                               | Corto                                                               |
| 2001      | Human Nature                          |                                                               |                                                                     |
| 2001      | One Day...                            |                                                               | Corto protagonizado por Gondry y David Cross                        |
| 2003      | Tiny                                  |                                                               | Corto                                                               |
| 2003      | The Work of Director Michel Gondry    |                                                               | Recopilación de vídeos musicales y comerciales de Gondry            |
| 2004      | Eternal Sunshine of the Spotless Mind | ¡Olvídate de mí! Eterno resplandor de una mente sin recuerdos |                                                                     |
| 2004      | Pecan Pie                             |                                                               | Corto protagonizado por Jim Carrey                                  |
| 2004      | I've Been Twelve Forever              |                                                               | Documental en el DVD de Director's Label                            |
| 2005      | Dave Chappelle's Block Party          | La fiesta del barrio de Dave Chappelle                        |                                                                     |
| 2006      | La science des rêves                  | La ciencia del sueño                                          |                                                                     |
| 2008      | Be Kind Rewind                        | Rebobine, por favor Rebobinados                               |                                                                     |
| 2008      | Tokyo!                                |                                                               | Fragmento Interior design, codirigido con Léos Carax y Bong Joon-ho |
| 2009      | L'épine dans coeur                    |                                                               | Documental sobre su tía Suzette, profesora de 80 años               |
| 2009      | The Conchords                         |                                                               | Serie de TV (1 episodio)                                            |
| 2011      | The Green Hornet                      | El Avispón Verde                                              |                                                                     |
| 2012      | The We And The I                      | Nosotros y yo                                                 |                                                                     |
| 2013      | Is the man who is tall happy?         |                                                               |                                                                     |
| 2013      | Mood indigo                           | La espuma de los días                                         | [ 2 ]                                                               |
| 2015      | Microbe et Gasoil                     | La loca historia de Microbio y Gasolina                       |                                                                     |
| 2017      | Detour                                | Desvío                                                        | Corto                                                               |
| 2018      | No Ordinary August                    |                                                               | Corto                                                               |
| 2018      | Room 802                              |                                                               | Corto                                                               |
| 2018      | The Big Eight                         |                                                               | Corto                                                               |
| 2018      | It Is Decidedly So                    |                                                               | Corto                                                               |
| 2018      | Night of the Scorpio                  |                                                               | Corto                                                               |
| 2018      | M: Grand Petit Con                    |                                                               | Corto                                                               |
| 2018-2022 | Kidding                               |                                                               | Serie de TV (8 episodios)                                           |
| 2020      | Une petite visite à mon collège       |                                                               | Corto                                                               |
| 2021      | A Dozen Eggs                          | Una docena de huevos                                          | Corto                                                               |
| 2023      | Le Livre des solutions                | El libro de las soluciones                                    |                                                                     |
| 2024      | Maya, donne-moi un titre              |                                                               |                                                                     |

## Videografía
Lista cronológica de vídeos musicales dirigidos por Gondry:
| Canción                                                            | Artista                 | Año  |
| ------------------------------------------------------------------ | ----------------------- | ---- |
| Got To Keep On (video)                                             | The Chemical Brothers   | 2019 |
| Grand petit con (video)                                            | -M-                     | 2019 |
| À vous jusqu'à la fin du monde (video)                             | Julien Clerc            | 2018 |
| City Lights (video)                                                | The White Stripes       | 2016 |
| Go (video)                                                         | The Chemical Brothers   | 2015 |
| Love Letters (video)                                               | Metronomy               | 2014 |
| How Are You Doing? (video)                                         | The Living Sisters      | 2011 |
| Crystalline (video)                                                | Björk                   | 2011 |
| Open Your Heart (video)                                            | Mia Doi Todd            | 2010 |
| Too Many Dicks on the Dancefloor et Carol Brown (video no oficial) | Flight of the Conchords | 2009 |
| Soleil Du Soir (video)                                             | Dick Annegarn           | 2008 |
| Declare Independence (video)                                       | Björk                   | 2007 |
| Dance Tonight (video)                                              | Paul McCartney          | 2007 |
| Anysound (video)                                                   | The Vines               | 2006 |
| Cellphone's Dead (video)                                           | Beck                    | 2006 |
| King of the Game (video)                                           | Cody Chesnutt           | 2006 |
| Heard'em Say (video)                                               | Kanye West              | 2005 |
| The Denial Twist (video)                                           | The White Stripes       | 2005 |
| Winning Days (video)                                               | The Vines               | 2004 |
| A Ribbon (video)                                                   | Devendra Banhart        | 2004 |
| Mad World (versión de la banda sonora de Donnie Darko) (video)     | Gary Jules              | 2004 |
| I Wonder (video)                                                   | The Willowz             | 2004 |
| Light & Day (versión cinematográfica) (video)                      | The Polyphonic Spree    | 2004 |
| Walkie Talkie Man (video)                                          | Steriogram              | 2004 |
| Ride (video)                                                       | The Vines               | 2004 |
| The Hardest Button To Button (video)                               | The White Stripes       | 2003 |
| Behind                                                             | Lacquer                 | 2002 |
| À l'envers à l'endroit (video)                                     | Noir Désir              | 2002 |
| Come Into My World (video)                                         | Kylie Minogue           | 2002 |
| Star Guitar (video)                                                | The Chemical Brothers   | 2002 |
| Dead Leaves & The Dirty Ground (video)                             | The White Stripes       | 2002 |
| Fell In Love With A Girl (video)                                   | The White Stripes       | 2002 |
| Knives Out (video)                                                 | Radiohead               | 2001 |
| Let Forever Be (video)                                             | The Chemical Brothers   | 1999 |
| Gimme Shelter (video)                                              | The Rolling Stones      | 1998 |
| Music Sounds Better With You (video)                               | Stardust                | 1998 |
| Another One Bites The Dust (video)                                 | Wyclef Jean             | 1998 |
| Bachelorette (video)                                               | Björk                   | 1997 |
| Jóga (video)                                                       | Björk                   | 1997 |
| Deadweight (video)                                                 | Beck                    | 1997 |
| Everlong (video)                                                   | Foo Fighters            | 1997 |
| Around The World (video)                                           | Daft Punk               | 1997 |
| A Change (Would Do You Good) (video)                               | Sheryl Crow             | 1997 |
| Feel It (video)                                                    | Neneh Cherry            | 1997 |
| Sugar Water (video)                                                | Cibo Matto              | 1996 |
| Hyperballad (video)                                                | Björk                   | 1996 |
| Like A Rolling Stone (video)                                       | The Rolling Stones      | 1995 |
| Isobel (video)                                                     | Björk                   | 1995 |
| Protection (video)                                                 | Massive Attack          | 1995 |
| Army of Me (video)                                                 | Björk                   | 1995 |
| High Head Blues (video)                                            | Black Crowes            | 1995 |
| Lucas With the Lid Off (video)                                     | Lucas                   | 1994 |
| Fire On Babylon (video)                                            | Sinéad O'Connor         | 1994 |
| Little Star (video)                                                | Stina Nordenstam        | 1994 |
| Human Behaviour (video)                                            | Björk                   | 1993 |
| Snowbound (video)                                                  | Donald Fagen            | 1993 |
| Believe (video)                                                    | Lenny Kravitz           | 1993 |
| La Tour De Pise (video)                                            | Jean Francois Coen      | 1993 |
| Je Danse Le Mia (video)                                            | I AM                    | 1993 |
| Big Scary Animal (video)                                           | Belinda Carlisle        | 1993 |
| Hou! Mamma Mia (video)                                             | Les Négresses Vertes    | 1993 |
| She Kissed Me (video)                                              | Terence Trent D'Arby    | 1993 |
| This is it, Your Soul (video)                                      | Hot House Flowers       | 1993 |
| Voila, Voila, Qu'ça R'Commence (video)                             | Rachid Taha             | 1993 |
| How the West was won (video)                                       | Energy Orchard          | 1992 |
| Paradoxal Système (video)                                          | Laurent Voulzy          | 1992 |
| Comme un ange (qui pleure) (video)                                 | Les Wampas              | 1992 |
| Two Worlds Collide (video)                                         | Inspiral Carpets        | 1992 |
| Les Voyages Immobiles (video)                                      | Étienne Daho            | 1992 |
| Close but no cigar (video)                                         | Thomas Dolby            | 1992 |
| Blow me down (video)                                               | Mark Curry              | 1992 |
| La Ville (video)                                                   | Oui Oui                 | 1992 |
| La normalité (video)                                               | Les Objets              | 1991 |
| Sarah (video)                                                      | Les Objets              | 1991 |
| Ma Maison (video)                                                  | Oui Oui                 | 1990 |
| Les Jupes (video)                                                  | Robert                  | 1990 |
| Les Cailloux (video)                                               | Oui Oui                 | 1989 |
| Dô, l'enfant d'eau (video)                                         | Jean-Luc Lahaye         | 1988 |
| Bolide (video)                                                     | Oui Oui                 | 1988 |
| Junior Et Sa Voix D'Or (video)                                     | Oui Oui                 | 1988 |

### Comerciales
- Adidas Aftershave - Released From Work
- Air France - Le Nuage
- Air France - Le Passage
- AMD - Flatzone
- BMW - Pure Drive
- Coca-Cola - Snowboarder
- Nespresso - The Boutique
- Diet Coke - Tingle and Bounce 1, Tingle and Bounce 2
- Électricité de France - Selects
- EarthLink - Privacy
- Fiat - Lancia Y10
- Fox Sports Network campaign (four ads)
- GAP - Holiday Campaign
- Gatorade - Propel Fitness Water - Drip
- Heineken - Debut
- Levi's - Bellybutton
- Levi's - Drugstore
- Levi's - Mermaids
- Levi's - Swap
- Motorola - Razr2
- NatWest - Zoom
- Nike - Basquetbol campaign (five ads)
- Nike - I Can Play
- Nike - Leo
- Nike - The Long, Long Run
- Polaroid - Resignation / Living Moments
- Smirnoff - Smarienberg
- Volvo - I Said Volvo

## Premios y distinciones
Premios Óscar
| Año  | Categoría            | Película                              | Resultado |
| ---- | -------------------- | ------------------------------------- | --------- |
| 2005 | Mejor guion original | Eternal Sunshine of the Spotless Mind | Ganador   |

Premios BAFTA
| Año  | Categoría      | Película                              | Resultado |
| ---- | -------------- | ------------------------------------- | --------- |
| 2004 | Mejor director | Eternal Sunshine of the Spotless Mind | Nominado  |